# دوكخا
تعد الدوكخا أو الدوكها (تُلفظ: دوكَّا) (بالبالية وبالسنسكريتية: दुःख، وبالتبتية: སྡུག་བསྔལ་، أو «إسدوغ بييسنغال») مفهوماً مهماً في البوذية، وتتم ترجمتها عادة إلى «المعاناة»، أو «الألم»، أو «عدم لإرضاء»، أو «التوتر»، وتشير إلى الإيلام وعدم الإرضاء الجوهريين في الحياة الدنيوية، كما تُعتبر أولى الحقائق النبيلة الأربع، وتم العثور على هذا المصطلح أيضاً في النصوص الهندوسية، كالأبانيشاد، ضمن مناقشات الموكشا؛ أي التحرر الروحي.

## أصل الكلمة ومعناها
يتواجد مصطلح دوكخا في الأدب الهندي القديم، ويعبّر عن كل ما هو مُقلق، أو غير مريح، أو مزعج، أو صعب، أو مؤلم أو محزن، كما يمثّل كمفهوم في الأديان الهندية طبيعة الحياة التي تتضمن بالفطرة البغض، أو المعاناة، أو الألم، أو الحزن، أو المِحن، أو الكرب، أو التعاسة.
إذ لا يقابل مصطلح دوكخا ترجمة وحيدةً في الإنكليزية، وإنما يجسّد جوانب عديدة من التجارب البشرية غير السارّة، وهو يُعاكس كلمة سوخا (sukha) التي تعني «السعادة»، أو «الراحة» أو «الطمأنينة».
ويتم تفسير هذا المصطلح عادةً على أنه اشتقاق من مصطلح «فجوة في محور العجلة» في اللغة الآرية الهندية، مشيراً إلى فجوة لا تتوسط محور العجلة، فتؤدي إلى رحلة وعرة وغير مريحة، فحسب وينثروب سارجنت:
بينما يشرح مؤلف ومعلم الفيباسانا الأمريكي جوزيف غولدستين (Joseph Goldstein) أصل مصطلح دوكخا كما يلي:
«تتألف كلمة دوكخا من السابقة دو والجذر خا، إذ تعني دو «سيء» أو «صعب»، بينما تعني خا «فارغ»، وتشير الأخيرة هنا إلى العديد من الأمور، بعضها خاص والآخر أكثر عمومية، فتشير إحدى المعاني الخاصة إلى الفجوة الفارغة في محور عجلة ما، فإذا لم يتوافق المحور تماماً مع الفجوة المركزية، ستتعثر المركبة بمسيرها، وهو مثال جيد عن الرحلة عبر السامسارا.»
ولكن كان لمونيير مونيير-ويليامز (Monier Monier-Williams) رأي آخر، فأشار إلى أن الجذور الحقيقية لمصطلح دوكخا في لغة البالي تعود للكلمات السنسكريتية: السابقة دَس (-दुस्) أي «سيء» + سثا (स्था) أي «فعل الثبات أو التحمل»، وأدت التغيرات الصوتية المنتظمة في تطور السنسكريتية إلى اللغات البراكريتية المختلفة، إلى تحوّل دَس-سثا إلى دوهكخا، وأخيراً إلى دوكخا.

## البوذية
يستخدم المترجمون المعاصرون للنصوص البوذية كلمات إنكليزية متنوعة لإيضاح جوانب الدوكخا، فقام المترجمون الغربيون الأوائل للنصوص البوذية (قبل سبعينيات القرن العشرين) عادةً بنقل مصطلح دوكخا من لغة البالي إلى «المعاناة» في الإنكليزية.
بينما أكّد المترجمون التاليون على أن كلمة «معاناة» محدودة جداً في التعبير عن المصطلح دوكخا، وفضّلوا إما إبقاء المصطلح دون ترجمة أو توضيح ترجمته أكثر بمصطلحات مثل «قلق»، أو «كرب»، أو «إحباط»، أو «اضطراب»، أو «عدم الإرضاء»، الخ.
كما استخدم العديد من المعلمين، والعلّامين، والمترجمين المعاصرين مصطلح «عدم الإرضاء» للتأكيد على أكثر جوانب الدوكخا دقةً وحذقاً وتنقسم الدوكخا في نصوص السوترا البوذية إلى ثلاث فئات:
- دوكخا-دوكخا، أي دوكخا التجارب المؤلمة، وتتضمن المعانيات الجسدية والذهنية للولادة، والشيخوخة، والمرض والموت، وكذلك الكرب الناجم عما هو غير مرغوب.
- فيباريناما-دوكخا، أي دوكخا تحوّل التجارب السارّة أو السعيدة إلى أخرى غير سارّة عندما تنقطع الأسباب أو الشروط التي حققت الأولى.[21][22]
- سانخارا-دوكخا، أي دوكخا التجربة المشروطة، وتتضمن «عدم إرضاء أساسي يعمّ جميع الوجود، وكل أشكال الحياة، لأنها قيد التغير وزائلة، ولا تمتلك جوهراً باطنياً»، وبهذا المستوى، يشير المصطلح إلى قلة الرضا، وهو شعور بأن الأشياء تفشل في ملاقاة التوقعات أو المعايير المطلوبة دوماً.

وتلخّص نصوص السوترا المختلفة كيف توصَف «الحياة الدنيوية» بأنها دوكخا، بدءاً من السامسارا، أي العملية المستمرة للموت والولادة من جديد، بذاتها:
1. الولادة دوكخا، والشيخوخة دوكخا، والمرض دوكخا، وكذلك الموت دوكخا،
2. الأسى، والرثاء، والألم، والحزن، واليأس جميعاً دوكخا،
3. الارتباط مع غير المحبوب دوكخا، والانفصال عن المحبوب دوكخا،
4. عدم الحصول على المبتغى دوكخا،
5. وختاماً، السكاندا الخمسة دوكخا.

وتعد الدوكخا إحدى علامات الوجود الثلاث، وهي بالإضافة إلى الدوكخا (المعاناة): أناتا "anatta" (اللاذات)، وأنيتشا أو أنيتيا "anicca" (المؤقتية).
ويؤكد التقليد البوذي على أهمية تطوير بصيرة في طبيعة الدوكخا، والظروف التي تسببها، وكيف يمكن التغلب عليها، وتمت صياغة هذه العملية في تعاليم الحقائق النبيلة الأربع.

## الهندوسية
يرجح الأدب الهندوسي أن أقدم نصوص الأبانشيد –البريهدارانياكا (Bṛhadāraṇyaka Upaniṣad) والتشاندوغيا (Chāndogya Upaniṣad)– قد سبقت مجيء البوذية، وفي هذه النصوص الهندوسية، تظهر الكلمة السنسكريتية دوكخا بمعنى «المعاناة، والأسى، والمِحن»، وفي سياق السعي الروحي والتحرر من خلال معرفة الأتمان (الروح أو الذات).
| عربية | سنسكريتية |
| --- | --- |
| طالما ما نزال حيث نحن، يجب علينا التعرف عليها (الأتمان).]. فإن لم تعرفها، عظيم سيكون هلاكك. إن الذين عرفوها سيُخلَّدون.. أما البقية لن يلاقيهم سوى العناء. | ihaiva santo 'tha vidmas tad vayaṃ na ced avedir mahatī vinaṣṭiḥ ye tad vidur amṛtās te bhavanty athetare duḥkham evāpiyanti |

كما ينص المقطع 7.26.2 من التشاندوغيا أباشيناد على ما يلي:
| عربية | سنسكريتية                                                                                       |
| --- | ----------------------------------------------------------------------------------------------- |
| عندما يتبصّر المرء (روحه) بحق، فإنه لا يبصر موتاً أو سقماً أو محنة. عندما يتبصر المرء بحق، فإنه يبصر كل شيء، ويظفر بكل شيء، كلياً. | na paśyo mṛtyuṃ paśyati na rogaṃ nota duḥkhatām sarvaṃ ha paśyaḥ paśyati sarvam āpnoti sarvaśaḥ |

يظهر مفهوم الأسى والمعاناة، ومعرفة الذات كطريقة للتغلب عليها، مع مصطلحات أخرى على نطاق واسع في نصوص الأبانيشاد السابقة للبوذية، كما يظهر مصطلح دوكخا في العديد من نصوص الأبانيشاد المتوسطة ولاحقاً التالية للبوذية، كما في المقطع 6.20 من الشويتاشواتارا أبانيشاد وكذلك ما ورد في البهاغافاد غيتا (Bhagavada Gita)، وجميعاً ضمن سياق الموكشا.
كما يظهر هذا المصطلح أيضاً في نصوص السوترا الأساسية للمدارس الست للفلسفة الهندوسية، كما في السطور الأولى من نص السامخياكاريكا (Samkhya karika) من مدرسة السامخيا.

## مقارنة بين البوذية والهندوسية
تؤكد كل من البوذية والهندوسية على القدرة على التغلب على الدوكخا من خلال تطوير الاستيعاب، ولكنهما يختلفان كثيراً في طبيعة ذلك الاستيعاب، إذ تؤكد الهندوسية على استعياب وتقبل الأتمان (الذات أو الروح) والبراهمان، بينما تؤكد البوذية على استعياب وتقبل الأناتا (الأناتمان أي اللاذات أو اللاروح)، إذ يناقش كل منهما طرق التحرر من الدوكخا.